# Rhinogobius duospilus
Rhinogobius duospilus är en fiskart som först beskrevs av Herre, 1935.  Rhinogobius duospilus ingår i släktet Rhinogobius och familjen smörbultsfiskar. Inga underarter finns listade i Catalogue of Life.